# Marc Shapiro
Marc B. Shapiro (in ebraico  מלך שפירא‎?; 1966) è un filosofo e teologo statunitense.
Professore di Studi Ebraici presso l'Università di Scranton in Pennsylvania, è autore di vari libri sulla storia ebraica, sulla filosofia e la teologia del Giudaismo. I suoi scritti spesso sfidano i limiti della comprensione convenzionale dell'Ebraismo ortodosso,  utilizzando una metodologia accademica nel rispetto delle sensibilità dell'Ebraismo Ortodosso Moderno. I suoi scritti sono noti anche per aver citato molte fonti oscure o disperse. Shapiro è un popolare docente online per i corsi di "Torah in Motion" e scrive spesso per il rinomato Blog Seforim.
Shapiro si è laureato alla Brandeis University e ha conseguito un PhD alla Harvard University. Suo padre è Edward S. Shapiro, che ha pubblicato diversi testi sulla storia degli ebrei americani.